# The Truant Soul
The Truant Soul er en amerikansk stumfilm fra 1916 af Harry Beaumont.

## Medvirkende
- Henry B. Walthall som Dr. John Lancaster / Dr. Lawson
- Mary Charleson som Joan Wentworth
- Patrick Calhoun som Myers
- Anna Mae Walthall som Mrs. Dana
- Mary Parkyn som Mrs. Fraser